# Zoran Aranđelović
Zoran Aranđelović (en serbe cyrillique : Зоран Аранђеловић, né le 10 octobre 1948, est un homme d'État serbe. Il a été président de l'Assemblée nationale de la république de Serbie.

## Biographie
Zoran Aranđelović effectue ses études supérieures à la faculté d'économie de l'université de Niš, où il obtient un doctorat.
Membre du Parti socialiste de Serbie (SPS) fondé en 1990 par Slobodan Milošević, il est président de l'Assemblée nationale de la république de Serbie de mai 1993 à février 1994.
Après son mandat de président de l'Assemblée, il devient directeur général de la DIN fabrika duvana Niš, l'usine de tabac de Niš, où il reste en poste jusqu'en 2000. Il est ensuite professeur à la Faculté d'économie de l'université de la ville. 